# Ebba Lundbergs högre läroverk för flickor
Ebba Lundbergs högre läroverk för flickor var en läroanstalt för flickor i Helsingborg.

## Historia
Ebba Lundbergs högre läroverk för flickor grundades 1880 av systrarna Carin (1856–1901) och Ebba Westerberg (1859–1919) och fick sitt namn 1884 efter att den äldre systern lämnat skolans ledning och den yngre ingått äktenskap och antagit namnet Lundberg. Skolan fick rätt att utexaminera 1910. 1927 fick flickor tillträde till de i allmänna läroverken och 1928 påbörjas avvecklingen av gymnasiet, slutförd 1931. 1934 slogs skolan samman med Appelgrenska flickskolan och 1944 uppgick denna i Högre elementarskolan för flickor som sedan upphörde 1968. Studentexamen gavs från 1911 till 1931.
Skollokal var från 1894 det Wejlanderska huset vid Södra Storgatan 13, hörnet av Himmelriksgränden.